# 唐津市 (韓國)
唐津市（：／ Dangjin si */?），是大韓民國忠清南道北部的一個市，北臨海。面積664.13平方公里，2009年人口138,798人。下分2邑、9面、3洞。
統一新羅時期始稱唐津，1895年設郡。2012年昇格為市。西海岸高速公路、唐津盈德高速公路交匯。

## 行政区划
- 唐津1洞 (당진1동)
- 唐津2洞 (당진2동)
- 唐津3洞 (당진3동)
- 合德邑 (합덕읍)
- 松嶽邑 (송악읍)
- 高大面 (고대면)
- 石門面 (석문면)
- 大湖芝面 (대호지면)
- 貞美面 (정미면)
- 沔川面 (면천면)
- 順城面 (순성면)
- 牛江面 (우강면)
- 新平面 (신평면)
- 松山面 (송산면)

## 姐妹城市
- 首爾江北區、龍山區，仁川彌鄒忽區
- 中国湖南省瀏陽市
- 美国新澤西州博根郡、華盛頓州斯諾霍米什郡
- 中国山东省日照市
- 中国浙江省玉环市

## KBS韩民族放送中波发射台
唐津是KBS韩民族放送的三个大功率中波发射台之一（另外两个设在华城和金堤，发射功率均为500千瓦），单机发射功率达到1500千瓦，使用中波972千赫对朝鲜播出，和朝鲜中央广播电台设在海州市的发射台并列为东亚单机发射功率最大的中波发射台（位于中国福建省莆田市的国家广电总局824台转播的中央广播电视总台台海之声549千赫、中央人民广播电台神州之声684千赫仅次于KBS唐津发射台，单机发射功率1200千瓦），白天可以覆盖朝鲜和韩国大部分地区，中国东北地区及山东、江苏沿海，夜间可覆盖到中国大部分地区、日本和俄罗斯东部滨海边疆区，萨哈林岛。

## 外部連結
- 唐津市